# Проспект Ветеранів (станція метро)
59°50′30″ пн. ш. 30°15′14″ сх. д. / 59.84167° пн. ш. 30.25389° сх. д.
Проспект Ветеранів (рос. Проспект Ветеранов) — кінцева станція Кіровсько-Виборзької лінії Петербурзького метрополітену. Відкрита 29 вересня 1977 року.
Названа через прямуючу поруч однойменну міську автостраду.

## Вестибюлі і пересадки
Через мілке закладення станції відсутні павільйон і ескалатори. Входи на станцію суміщені з підземними пішохідними переходами, що прямують:
- На бульвар Новаторів в сторону Дачного проспекту.
- На бульвар Новаторів в сторону вулиці танкіста Хрустицького.

## Технічна характеристика
Конструкція станції — колонна трипрогінна мілкого закладення (глибина закладення — 8 м). Підземний зал споруджений за проектом архітектора В. Г. Хільченко та інженера С. П. Щукіна. Як і станція «Ленінський проспект» — представник нечисленних в Петербурзькому метрополітену станцій «московського типу» або «сороконіжки» (колонних станцій мілкого закладення зі спрощеним оформленням підземного залу).

## Оздоблення
Стиль оздоблення — меморіальний, що відповідає назві станції. Колони оздоблені чорним лабрадоритом і сірим мармуром (крайні колони), підлога — сірим гранітом, чорним лабрадоритом з латунними вставками. Металевими профілями виділені ребра колон. Колійні стіни станції оздоблені золотистим мармуром «газган».

## Колійний розвиток
Станція з колійним розвитком - за кінцевою станцією знаходиться 4 оборотних тупика, два з них будувалися як продовження тимчасові лінії 1 до Лігово з двома проміжними станціями - «Вулиця Солдата Корзуна» і «Проспект Маршала Жукова». Виконання проекту до 2020 року Генеральним планом Санкт-Петербурга не планується. Замість нього планується розвиток Красносельсько-Калінінської лінії  для рівномірного розподілу пасажиропотоку між лініями метрополітену.

## Найзавантаженіша станція Росії
За показником пасажиропотоку є самою завантаженою станцією в Росії і країнах колишнього СРСР ,, що пояснюється відсутністю метро в найближчих передмістях і Красносільському районі Петербурга. Пасажиропотік станції 193,1 тис. осіб.

## Ресурси Інтернету
- «Проспект Ветеранів» на metro.vpeterburge.ru(рос.)
- «Проспект Ветеранів» на ometro.net(рос.)
- «Проспект Ветеранів» на форумі metro.nwd.ru(рос.)
- Санкт-Петербург. Петроград. Ленинград: Енциклопедичний довідник. «Проспект Ветеранів»(рос.)
- Концепція розвитку метрополітену і інших видів позавулочного швидкісного транспорту у Санкт-Петербурзі на період до 2020[недоступне посилання з квітня 2019](рос.)